# سیارک ۱۰۰۰۲
سیارک ۱۰۰۰۲ (به انگلیسی: 10002 Bagdasarian، نامگذاری:1969TQ1) ده هزار و دومین سیارک کشف‌شده‌است که در ۸ اکتبر ۱۹۶۹ کشف شد.
قدر مطلق سیارک برابر ۲۹٫۵ است.